# ميكو كورهونين
ميكو كورهونين (بالفنلندية: Mikko Korhonen)‏ هو لاعب غولف فنلندي، ولد في 23 يوليو 1980 في مانتسلا في فنلندا.

## وصلات خارجية
- ميكو كورهونين على موقع رابطة أوروبا للاعبي الغولف المحترفين (الإنجليزية)
- ميكو كورهونين على موقع التصنيف العالمي الرسمي للغولف (الإنجليزية)